# Astragalus serpentinicola
Astragalus serpentinicola är en ärtväxtart som beskrevs av Hayri Duman och Ekim. Astragalus serpentinicola ingår i släktet vedlar, och familjen ärtväxter. Inga underarter finns listade i Catalogue of Life.